# Geranium madrense
Geranium madrense là một loài thực vật có hoa trong họ Mỏ hạc. Loài này được Rose mô tả khoa học đầu tiên năm 1907.